# نيوتن إيشي
نيوتن إيشي (بالإنجليزية: Newton Ishii)‏، هو عميل برازيلي سابق في الشرطة الفيدرالية البرازيلية من مواليد 1955 وحاز على سمعة سيئة بسبب مشاركته في القبض على أشخاص أثناء عملية غسيل السيارات
على الرغم من اعتباره إيقانا مناهضا للفساد في الاحتجاجات البرازيلية ضد الفساد، في 7 يونيو / حزيران 2016 ، أُلقي القبض على إيشي بعد إدانته بتهمة التهريب عندما كان يعمل مع وكيل الحدود في فوز دو إيغواسو وحكم عليه بالسجن لمدة أربع سنوات